# كيرن كروفورد
كيرن كروفورد (بالإنجليزية: Kieran Crawford)‏ هو لاعب اتحاد الرغبي بريطاني، ولد في 13 يوليو 1982 في نيوبورت في المملكة المتحدة.